# Antillophos chazaliei
Antillophos chazaliei is een slakkensoort uit de familie van de Buccinidae. De wetenschappelijke naam van de soort is voor het eerst geldig gepubliceerd in 1900 door Dautzenberg.